# 224206 Pietchisson
224206 Pietchisson este un asteroid din centura principală de asteroizi.

## Descriere
224206 Pietchisson este un asteroid din centura principală de asteroizi. A fost descoperit pe 21 septembrie 2005 la Vicques de Michel Ory. Asteroidul prezintă o orbită caracterizată de o semiaxă mare de 2,39 ua, o excentricitate de 0,16 și o înclinație de 6,1° în raport cu ecliptica.